# South Bucks
South Bucks era uno de los cuatro distritos de gobierno local del condado no metropolitano de Buckinghamshire (Inglaterra).
Fue creado por la Ley de Gobierno Local de 1972, que entró en vigor el 1 de abril de 1974, como una fusión del distrito rural de Beaconsfield y parte de Eton. Hasta el 1 de abril de 1980, el distrito se llamó Beaconsfield.
El distrito fue abolido el 31 de marzo de 2020 y el área es ahora administrada por el unitario Concejo de Buckinghamshire. 

## Geografía
Según la Oficina Nacional de Estadística británica, South Bucks tenía una superficie de 141,28 km². Limitaba al norte con Chiltern, al nordeste con Hertfordshire, al este con el Gran Londres, al sur con Berkshire, y al oeste con este último y con Wycombe.

## Demografía
Según el censo de 2001, South Bucks tenía 61945 habitantes (48,43% varones, 51,57% mujeres) y una densidad de población de 438,46 hab/km². El 19,99% eran menores de 16 años, el 71,85% tenían entre 16 y 74, y el 8,16% eran mayores de 74. La media de edad era de 40,63 años. 
Según su grupo étnico, el 93,39% de los habitantes eran blancos, el 1,23% mestizos, el 4,01% asiáticos, el 0,42% negros, el 0,48% chinos, y el 0,47% de cualquier otro. La mayor parte (87,76%) eran originarios del Reino Unido. El resto de países europeos englobaban al 4,5% de la población, mientras que el 1,83% había nacido en África, el 3,13% en Asia, el 1,93% en América del Norte, el 0,18% en América del Sur, el 0,62% en Oceanía, y el 0,04% en cualquier otro lugar. El cristianismo era profesado por el 75,58%, el budismo por el 0,33%, el hinduismo por el 1,23%, el judaísmo por el 0,52%, el islam por el 1,13%, el sijismo por el 1,58%, y cualquier otra religión por el 0,26%. El 12,46% no eran religiosos y el 6,91% no marcaron ninguna opción en el censo.
El 39,19% de los habitantes estaban solteros, el 47,45% casados, el 1,31% separados, el 5,37% divorciados y el 6,68% viudos. Había 24 781 hogares con residentes, de los cuales el 26,04% estaban habitados por una sola persona, el 6,82% por padres solteros con o sin hijos dependientes, el 65,08% por parejas (57,6% casadas, 7,48% sin casar) con o sin hijos dependientes, y el 2,05% por múltiples personas. Además, había 1000 hogares sin ocupar y 125 eran alojamientos vacacionales o segundas residencias.